# Hermann Baumeister (Maler)
Hermann Baumeister (* 23. April 1867 in Karlsruhe; † 7. März 1944 ebenda) war ein deutscher Architektur- und Landschaftsmaler.

## Leben und Wirken

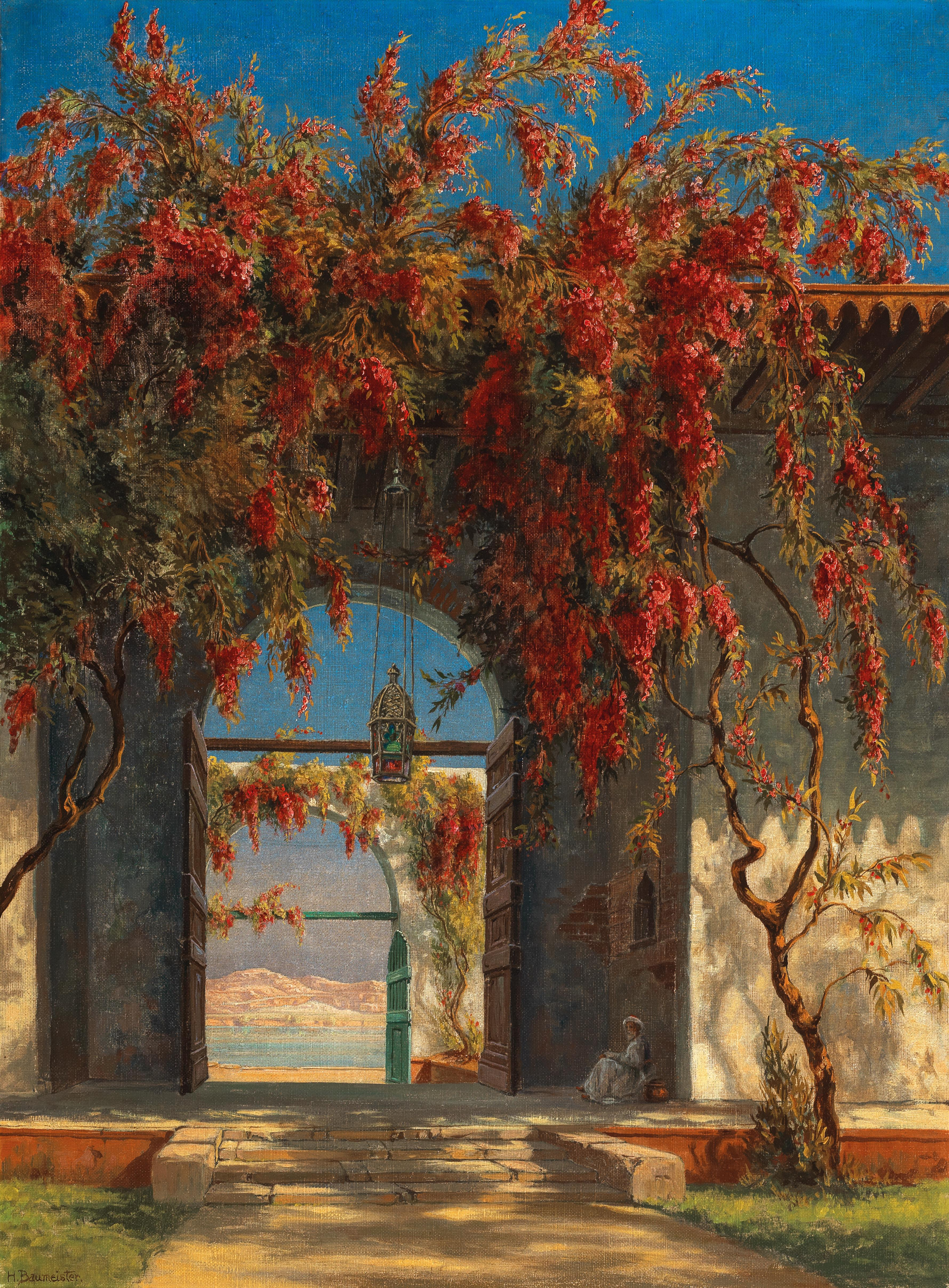
Hermann Baumeister: Garten am Ufer des Jordan

Baumeister war der Sohn von Reinhard Baumeister (1833–1917), der als ein Vater der modernen Stadtplanung gilt. 1884 besuchte er das humanistische Gymnasium in Karlsruhe (das heutige Bismarck-Gymnasium). 1885 meldete er sich als Einjährig-Freiwilliger zur Artillerie in Karlsruhe-Gottesaue.
Baumeister studierte an den Technischen Hochschulen Karlsruhe von 1886 bis 1888 und in München von 1888 bis 1890. Von 1891 bis 1892 studierte er bei Adolf Seel und an der Kunstakademie Düsseldorf. Zwischen 1891 und 1908 unternahm Baumeister alljährlich ausgedehnte Studienreisen, unter anderem nach Tirol, Korfu, Griechenland, Ungarn, Bosnien-Herzegowina, Teneriffa, Madeira, Ägypten und in die Schweiz.
Er malte hauptsächlich Aquarelle. Seine Bilder zeigen, neben Landschaften, zumeist Architektur mit italienischen Motiven.
1898 war er an der bildnerischen Ausgestaltung der Aula der Universität Karlsruhe beteiligt. Gelegentlich sind Arbeiten von Baumeister im Auktionshandel zu finden.
Sein Porträt findet sich als Wasserspeier am Karlsruher Stephanienbrunnen.
Hermann Baumeister liegt auf dem Hauptfriedhof Karlsruhe begraben.